# Meistaraflokkur 1937
La Meistaraflokkur 1937 fu la 26ª edizione del campionato di calcio islandese concluso con la vittoria del Valur al suo quinto titolo.

## Formula
Il Víkingur non prese parte alla competizione che fu così disputata da tre squadre che si affrontarono in un turno di sola andata per un totale di due partite.

## Squadre partecipanti
| Club  | Città     | Posizione 1936     |
| ----- | --------- | ------------------ |
| Fram  | Reykjavík | 3°                 |
| KR    | Reykjavík | 2°                 |
| Valur | Reykjavík | Campione d'Islanda |

Tutti gli incontri si disputarono allo stadio Melavöllur, impianto situato nella capitale.

## Classifica finale
|                    | Pos. | Squadra | Pt | G | V | N | P | GF | GS | DR |
| ------------------ | ---- | ------- | -- | - | - | - | - | -- | -- | -- |
| Islanda (bandiera) | 1.   | Valur   | 4  | 2 | 2 | 0 | 0 | 8  | 3  | +5 |
|                    | 2.   | KR      | 2  | 2 | 1 | 0 | 1 | 3  | 4  | -1 |
|                    | 3.   | Fram    | 0  | 2 | 0 | 0 | 2 | 3  | 7  | -4 |

Legenda:

      Campione di Islanda
Note:

Due punti a vittoria, uno a pareggio, zero a sconfitta.

### Verdetti
- Valur Campione d'Islanda 1937.